# Additif
 (septembre 2023).
Un additif, adjuvant, ou parfois agent suivi d'un terme, est une substance chimique, souvent liquide ou en poudre, qui est en général introduite avant ou pendant la mise en forme du matériau, pour apporter ou améliorer une (ou parfois plusieurs) propriété(s) spécifique(s). Certains additifs sont très onéreux. L'incorporation en masse est faible, quelques % au maximum, à la différence d'une charge. Les additifs sont compatibles avec le système pour obtenir un mélange homogène, et stables aux conditions de mise en forme (en particulier à la température) et au cours du temps. Ils peuvent être utilisés pour obtenir un effet positif en phase de production, stockage, traitement, pendant et après la phase d'utilisation du produit.

## Applications
On peut notamment distinguer :
- les additifs alimentaires, qui permettent par exemple d'ajouter un goût, une couleur, une texture à un aliment, ou d'améliorer sa conservation ;
- les additifs du tabac (menthol, sucre, ammoniaque...)
- les additifs pour matières plastiques. La masse molaire des additifs est en général faible par rapport à celle du polymère ; On trouve surtout des plastifiants et des stabilisants (agents anti-UV, antioxydants, ignifugeants). Ils également peuvent les rendre plus souples, plus élastiques, plus résistant aux ultraviolets ou à la chaleur, etc. ;
- les additifs pour peintures, vernis,  les adjuvants renforcent certaines propriétés recherchées ou en ajoutent (force tensioactive, couleur, brillance, résistance aux UV, à la corrosion) ;
- les additifs pour carburants (ex. : additif anti-glace pour carburant aviation, plomb tétraéthyle, 1,2-dibromoéthane et 1,2-dichloroéthane dans l'essence plombée, ou (méthylcyclopentadiényl)manganèse tricarbonyle) ;
- les additifs pour huiles de lubrification (en) (ex. : disulfure de molybdène MoS2) ;
- les additifs pour bétons sont utilisés pour améliorer les caractéristiques du matériau à l'état frais ou à l'état durci. Selon la norme EN NF 934-2, un adjuvant est incorporé lors du malaxage du béton à un dosage inférieur à 5 % des éléments fins (ciment, fumées de silice et billes de laitier). Il existe onze familles d'adjuvants. Certains adjuvants, tels le chlorure de calcium ou des agents entraîneurs d'air, sont employés dans la construction par temps froid. Il existe aussi des retardateurs de prise et des réducteurs d'eau, des plastifiants ou additifs ;
- les nombreux additifs des fluides de fracturation utilisés pour extraire le gaz de schiste ;
- en médecine humaine ou vétérinaire, un adjuvant immunologique est une substance qui, administrée conjointement avec un antigène, stimule ou renforce le système immunitaire ;
- en agriculture, un adjuvant est une substance qui améliore l'efficacité des produits phytosanitaires ;
- dans la coloration des tissus en complément de plantes tinctoriales, des adjuvants sont utilisés pour obtenir différentes couleurs. Par exemple, quand on ajoute des cendres au polygonum, on obtient du violet à la place du bleu d'origine.

## Types
antioxydant, inhibiteur de corrosion, inhibiteur de polymérisation (exemple : stabilisant de certains produits chimiques), colorant, pigment, anti-agglomérant, tensioactif (émulseur, produit mouillant, dispersant, émulsifiant), antimoussant, épaississant, biocide (exemples : fongicide, bactéricide), dessiccant, humectant, antiozonant, anti-UV (photoprotecteur) (exemples : « quencher », absorbeur UV), stabilisant thermique, ignifugeant (exemples : composé bromé, phosphoré, trioxyde d'antimoine avec un donneur d'halogène) (certains couples sont synergétiques), agent de mise en œuvre (exemples : lubrifiant, plastifiant, paraffine pour le PVC), agent anti-retrait, agent gonflant (exemples : bicarbonate, azodicarbonamide), durcisseur, siccatif, promoteur d'adhésion, solvant, agent antistatique, additif tampon, additif antichoc, flegmatisant, traceur olfactif (tel l'éthanethiol utilisé pour le gaz naturel).